# 路易斯·罗曼·罗隆
路易斯·罗曼·罗隆（西班牙語：Luis Román Rolón，1968年7月13日—），波多黎各男子拳击运动员。他曾代表波多黎各参加1987年泛美运动会拳击比赛，获得一枚金牌。他也曾参加1988年夏季奥运会。